# Усадьба И. И. Рудинского — А. П. Сергеева
Усадьба И. И. Рудинского — А. П. Сергеева — архитектурный ансамбль в историческом центре Нижнего Новгорода, Большая Печёрская улица, 14. Главный дом построен в период эклектики в 1860-х годах, перестроен в 1905 году. Автор проекта предположительно архитектор В. И. Рудинский.
Ансамбль состоит из трёх строений: главного дома и двух флигелей. Исторические здания сегодня — объекты культурного наследия Российской Федерации.

## История
В начале XIX века усадьба с построенным деревянным домом принадлежала титулярному советнику И. Н. Богданову, а позже его наследникам. С середине века владелицей стала чиновница Н. Я. Рудинская, для которой в 1855 году архитектор Н. И. Ужумедский-Грицевич разработал проект двухэтажного полукаменного дома, но план остался на бумаге.
В 1862 году коллежскому секретарю И. И. Рудинскому — мужу и наследнику Рудинской, был разработан и утверждён новый проект каменного двухэтажного дома с антресолями и подвалом. Вчерне дом был выстроен летом того же года, а окончательно работы по отделке завершились в 1863—1864 годах. Автор проекта не установлен. Предположительно им являлся В. И. Рудинский, только назначенный на должность помощника городового архитектора. Надзор за выполнением работ осуществлял архитектор И. Ф. Небольсин. В 1860-х были также возведены два флигеля.
В 1900-е года (около 1905 года) дом был перестроен с увеличением площади новым владельцем усадьбы купцом А. П. Сергеевым — крупным лесопромышленником, известным меценатом в области народного просвещения. Главный фасад приобрёл богатый лепной декор в духе эклектики с использованием приёмов барокко и классицизма.
В 1918 году дом был экспроприирован советской властью. Через несколько лет в нём был размещён партклуб им. М. Н. Лядова. Позже — переоборудован под жилые квартиры и офисные помещения.
К началу 1990-х годов были утрачены значительные части лепного декора, один из балконов по крайней оси фасада, проём главного входа переделан в окно, в северной части дома появилась надстройка. В интерьерах сохранились: лестница с чугунным ограждением, пол из узорчатой керамики, лепнина в помещениях. В 1992 году при ремонте был восстановлен лепной декор главного фасада и убран второй балкон с правой стороны.

## Архитектура
Главный дом — образец поздней эклектики в купеческой архитектуре Нижнего Новгорода. Декоративное убранство фасадов отличается богатым лепным декором, выполненным в духе эклектики с классицистическими и барочными элементами. Изначально двухэтажное здание имело пять осей света по главному фасаду, с пристроенным входным тамбуром слева и верандой над ним. Современный облик приобрело в 1900-х годах.
Здание двухэтажное с подвалом, кирпичное, оштукатурено, имеет сложную конфигурацию в плане. С северной стороны к дому примыкает флигель, надстроенный после 1917 года мансардой. Кровля вальмовая. Парадный фасад симметричный в девять осей света, с тремя слабо выраженными ризалитами. Центральный ризалит завершён будкой с двумя небольшими полукруглыми слуховыми окнами, с венчающим лучковым разорванным фронтоном в виде волют. Фланговые ризалиты выше венчающего карниза завершены невысокими башенками в уровне аттика и кубоватыми крышами с рельефным чешуйчатым покрытием и флюгерами.
Между аттиковыми завершениями ризалитов расположены парапетные тумбы с деревянными ажурными заполнениями между ними. Фланги и простенки фасада выделены пилястрами. По горизонтали фасад делят: профилированный пояс, пояс подоконных филенок, фризовый пояс под карнизом. Окна имеют богатое декорированное обрамление.